# 파리 생제르맹 FC 페미닌
파리 생제르맹 FC 페미닌(프랑스어: Paris Saint-Germain Féminines)은 프랑스의 수도 파리를 연고로 하는 프랑스의 여자 축구 클럽이다. 1971년에 파리 생제르맹 산하 여자 축구단으로 설립되었으며, 현재는 프랑스 여자 축구의 최상위 리그인 디비지옹 1 페미닌에 소속되어 있다.

## 성적
- 디비지옹 2 페미닌: 1회 우승 (2000-01)
- 쿠프 드 프랑스 페미닌: 2회 우승 (2010, 2018)

## 역대 감독
| 감독                | 임기        |
| ------------------- | ----------- |
| 올리비에 에슈아프니 | 2018 ~ 2021 |